# Saint-Rémy-aux-Bois
Saint-Rémy-aux-Bois är en kommun i departementet Meurthe-et-Moselle i regionen Grand Est (tidigare regionen Lorraine) i nordöstra Frankrike. Kommunen ligger i kantonen Bayon som tillhör arrondissementet Lunéville. År 2022 hade Saint-Rémy-aux-Bois 65 invånare.

## Befolkningsutveckling
Antalet invånare i kommunen Saint-Rémy-aux-Bois
| Referens: INSEE |